# Concini (famiglia)
Concini, nobile famiglia originaria di Arezzo, con discendenti tuttora in vita.
Capostipite fu Matteo, nativo del contado di Arezzo. Portarono il titolo di Conti della Penna di Firenze.

## Esponenti illustri
- Bartolomeo Concini (1507-1578), giurista
- Giambattista Concini (?-1605), figlio del precedente, al servizio dei granduchi di Toscana
- Concino Concini (1569-1617), politico
- Arrigo Concini (1605-1631), figlio del precedente, cavaliere dell'Ordine di Santo Stefano